# 艾瑪·懷特
艾瑪·懷特（英語：Emma White，1997年8月23日—），美國單車運動員，她代表美國隊參加了日本舉行的2020年夏季奧林匹克運動會，並且在女子團體追逐賽上獲得銅牌。